# Giovan Battista Mantovano

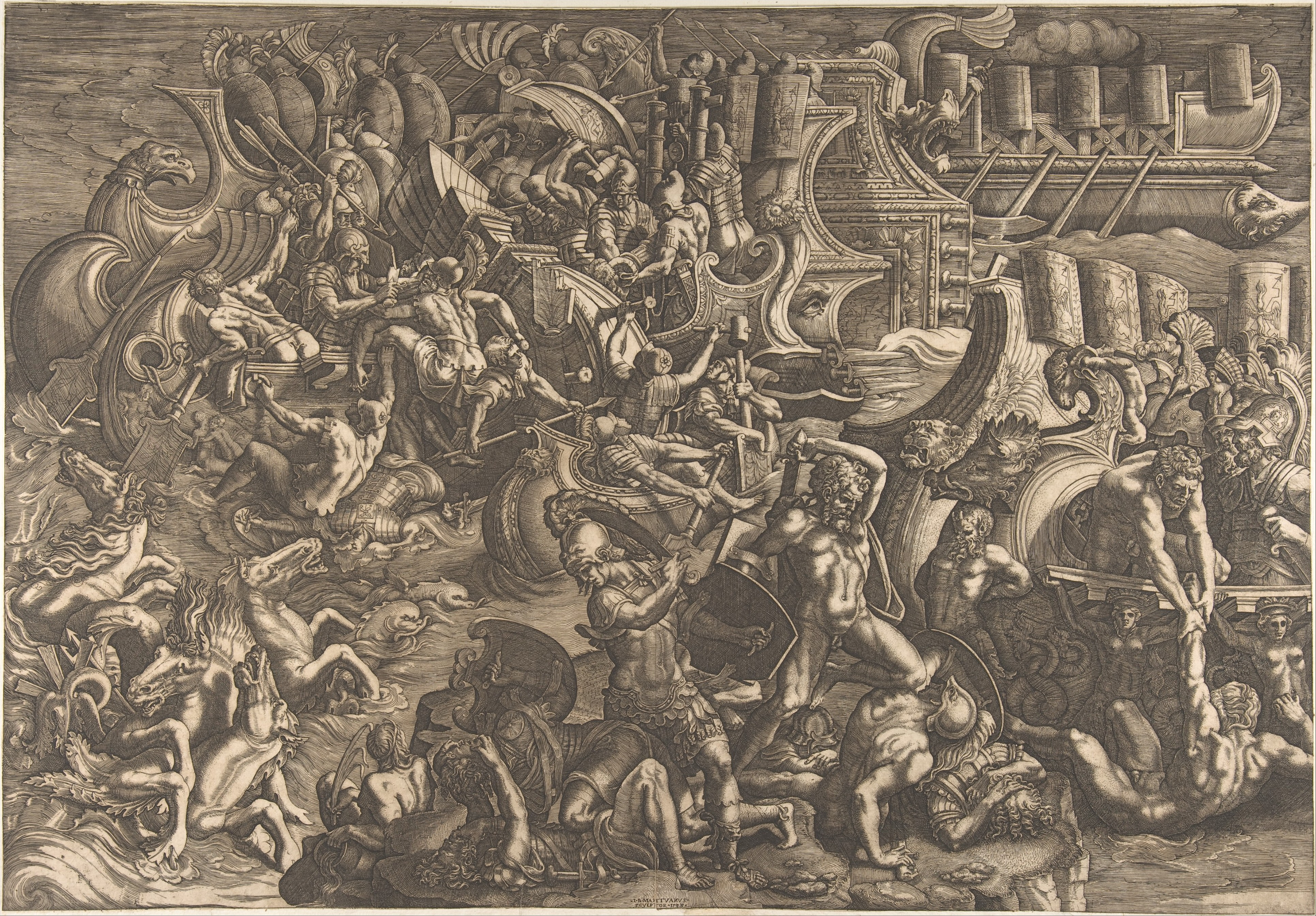
Giovanni Battista Scultori, Battaglia tra greci e troiani, 1538, Metropolitan Museum of Art

Giovan Battista Mantovano (Mantova, 1503 – Mantova, 29 dicembre 1575) è stato un pittore e incisore italiano.

## Biografia
Giovan Battista Ghisi detto "il Mantovano" (o Giovanni Battista Scultori), pittore manierista, si è formato con Giulio Romano. Frequentò il maestro realizzando, con i suoi disegni, statue in stucco di Palazzo Te a Mantova. Vasari ne ammirava i disegni e ne elenca alcuni fatti con "invenzione, disegno e grazia straordinaria", giudicandolo tra i migliori allievi di Giulio Romano.
Adam von Bartsch gli attribuisce 20 stampe.
Due figli, Diana Scultori Ghisi e Adamo Scultori, furono incisori.